# Mosquée Odina
 (décembre 2023).
La mosquée d'Odina (également connue sous le nom de mosquée Nasaf Katta Jome) est le plus ancien monument architectural préservé situé dans la ville de Karchi, dans la région de Kachkadaria. La mosquée est située au centre de la forteresse de Karchi. Tamerlan, lors de son expédition de Samarcande à Karchi en 1385-1386, ordonne la construction de cette mosquée.
Actuellement, la mosquée est située dans le quartier d'Odina de la « Vieille Ville » à Karchi. Ce monument historique est inclus dans la liste nationale des objets non résidentiels du patrimoine matériel et culturel de l'Ouzbékistan, en vertu du décret PQ-4068 du 19 décembre 2018, relatif à l'amélioration globale des activités de préservation des objets du patrimoine matériel et culturel. Selon le décret émis par le Président de la République d'Ouzbékistan le 8 octobre 2020, un musée commémoratif dédié aux victimes du massacre de Qataghan en 2021 est établi dans la mosquée d'Odina.

## Histoire
Des chercheurs historiques tels que Boriboy Ahmedov et Mikhaïl Masson, dans leurs travaux, associent la construction de cette mosquée au nom de Tamerlan. Après les années 1860, la mosquée d'Odina est démantelée, et ses matériaux de construction sont utilisés à d'autres fins,. La coupole et les vestiges des minarets sont préservés jusqu'en 1914. Pendant l'ère soviétique, divers bureaux sont situés dans la mosquée d'Odina, et elle est même utilisée comme entrepôt. En 1938, les environs de la mosquée sont clôturés par un mur élevé, et elle est transformée en centre de détention,. Une des cellules de cette maison de détention peut alors accueillir près de vingt personnes. Dans le cadre du 2700e anniversaire de la ville de Karchi, en 2004-2005, la maison de détention est déplacée au-delà des limites de la ville. La mosquée d'Odina Jome sert principalement pour les prières du vendredi, ainsi que les prières lors de l'Aïd al-Fitr et de l'Aïd al-Adha ; les prières restantes (les cinq prières quotidiennes) sont effectuées dans les mosquées locales.

## Architecture
Les côtés de la mosquée d'Odina ont été construits selon une proportion de 50 sur 40 mètres. Les espaces de prière à l'intérieur de la mosquée sont vastes et élevés, avec une petite coupole au sommet. De larges colonnes en briques sont reliées les unes aux autres par des voûtes. Du côté ouest de la mosquée se trouve un grand mihrab. La prière « Ayatal Kursi » du Saint Coran est écrite en lettres dorées autour de l'arche. Il y a sept marbres du côté droit du mihrab, sur lesquels le prêche était lu lors des prières du vendredi et de l'Aïd.
Il y a une petite place devant la mosquée d'Odina si l'on monte sept marches depuis la place Registan (« Kovush Partav » - l'endroit où Kovush est enlevé). Avant l'arrivée des envahisseurs tsaristes, il y avait un porche sur la place, qui a également été détruit par des boulets de canon. En 1914, lors de la rénovation de la forteresse par Said Olimkhan, ce porche a été également restauré. Il n'a pas été possible de restaurer la coupole et les minarets de la mosquée, qui avaient été détruits, lors de la rénovation. La pierre sous les colonnes sculptées du porche était en marbre, cet endroit servait d'entrée au bâtiment. Le porche a été démoli après 1920, lorsque l'émirat de Boukhara a été aboli, au cours de la première année du règne des Shuras.
En 2021, 500 millions de sums (soit plus de 36 000 euros) sont alloués du budget pour améliorer les systèmes d'assainissement, de ventilation et d'approvisionnement en eau potable du Musée du souvenir des victimes de la révolte, qui est établi dans la mosquée d'Odina, par le gouverneur de la région de Kachkadaria.

## Autres noms
La mosquée est également connue dans les sources historiques sous le nom de « Mosquée Nasaf Katta Jome » (Masjid Kalon). Parmi la population, elle est communément appelée la mosquée d'Odina. Trois documents de dotation, rédigés en 1924-1925, ont été préservés pour cette mosquée. Dans ces documents de dotation, la mosquée est explicitement mentionnée comme la « Mosquée Odina ».

## Description
Dans les sources historiques, la mosquée d'Odina est mentionnée en tant que monument historique à Boukhara sous le nom de « Mosquée Kalan ». La coupole extérieure de la mosquée est élevée et sa coupole élégante est visible de loin. Certains spéculent que la Mosquée Kalon à Boukhara a peut-être servi de modèle pour la mosquée d'Odina. Cependant, on estime qu'elle est de taille plus petite, avec son mihrab orienté d'environ 250° en direction du pôle Nord.

## Galerie

Galerie
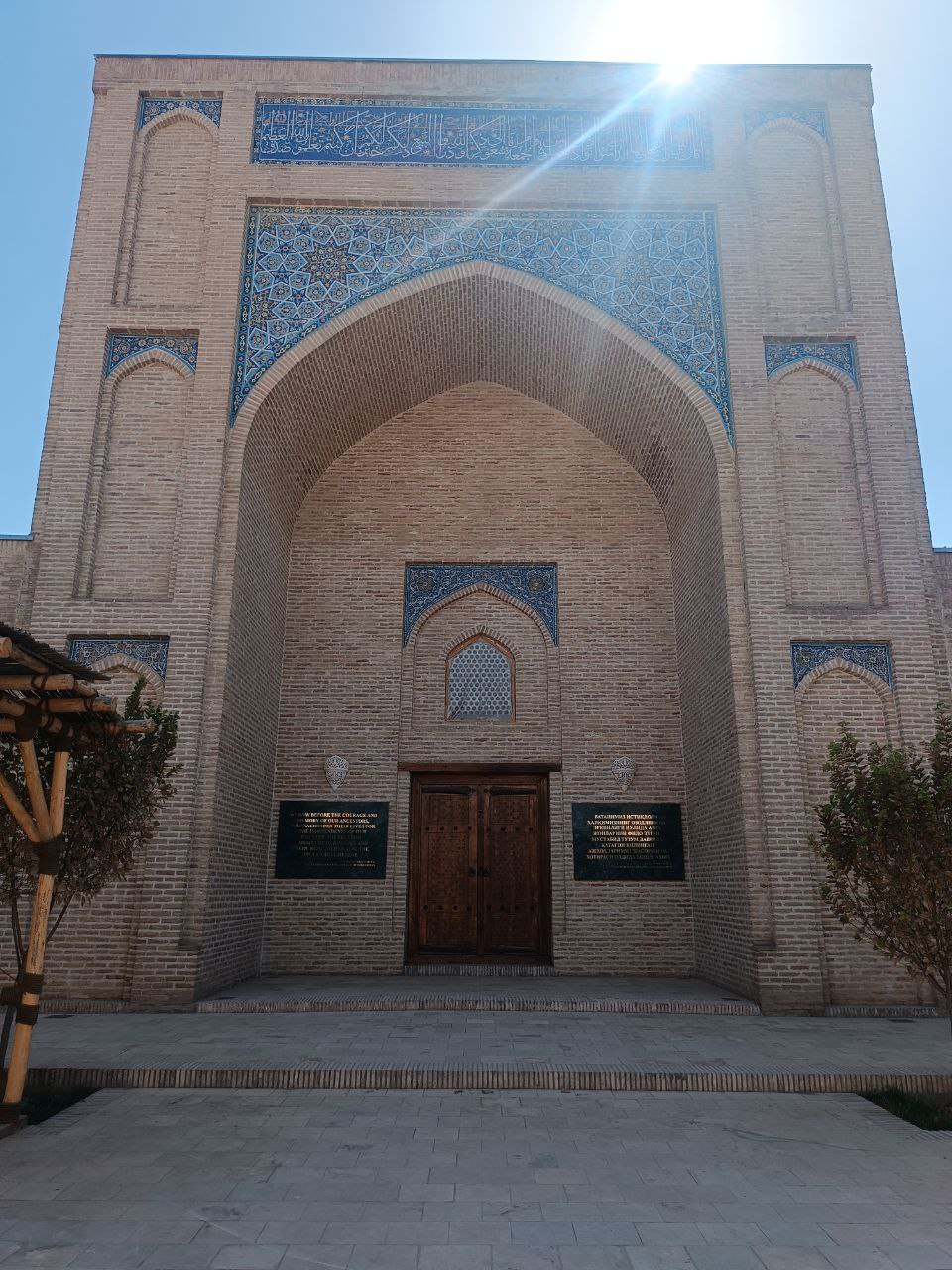
L'entrée principale de la mosquée Odina
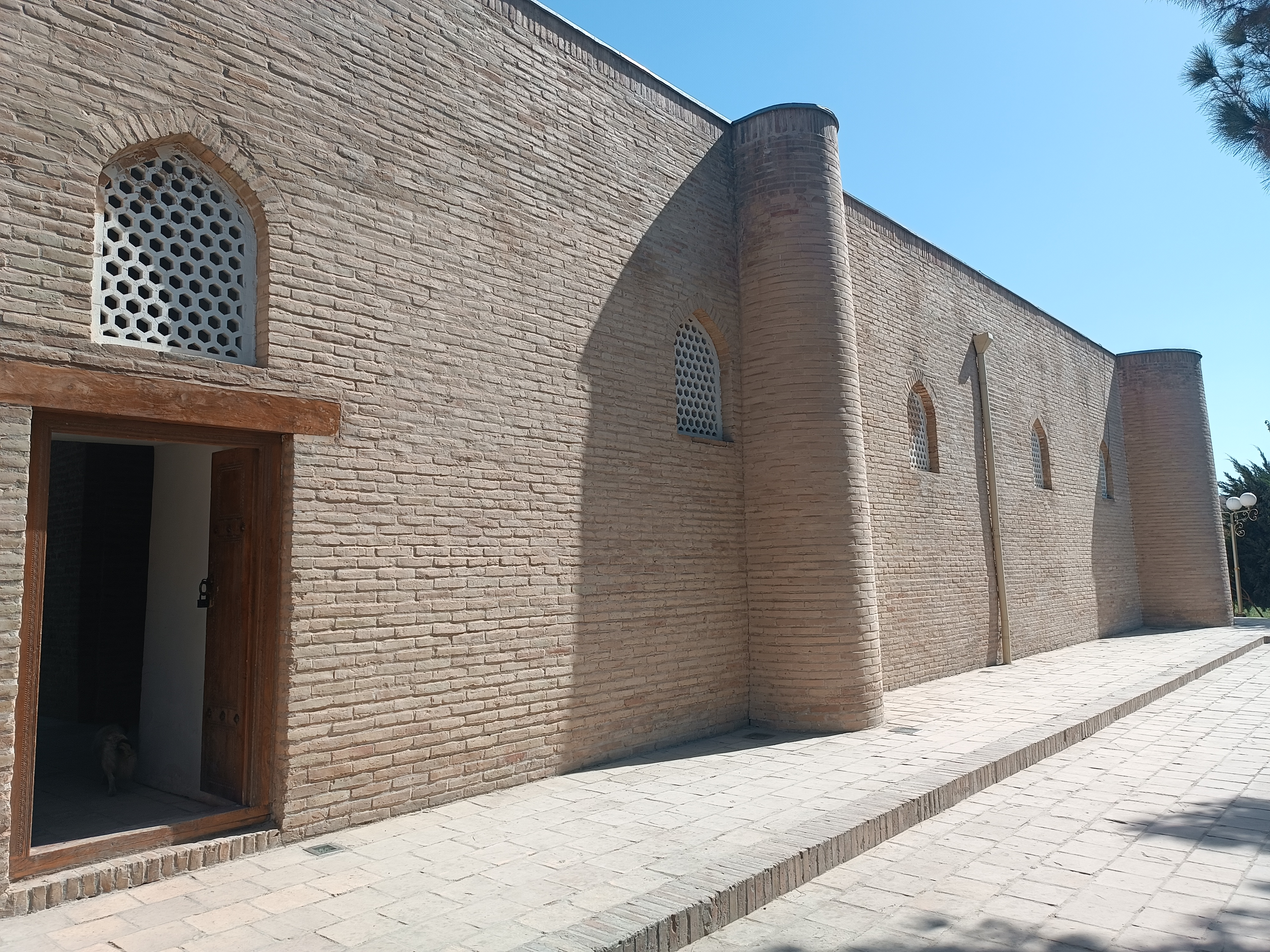
Une entrée supplémentaire à la mosquée
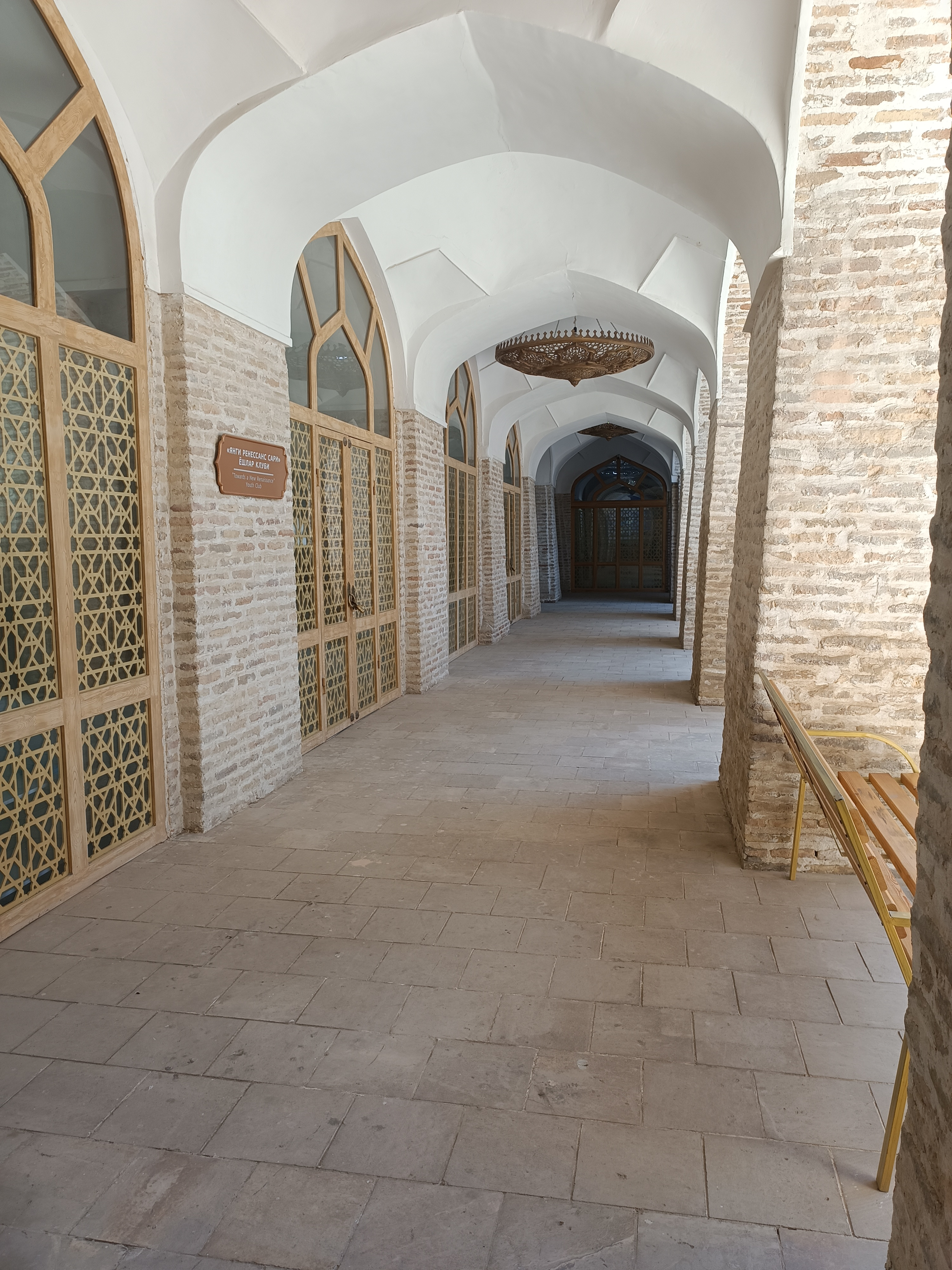
Partie du hall de la mosquée
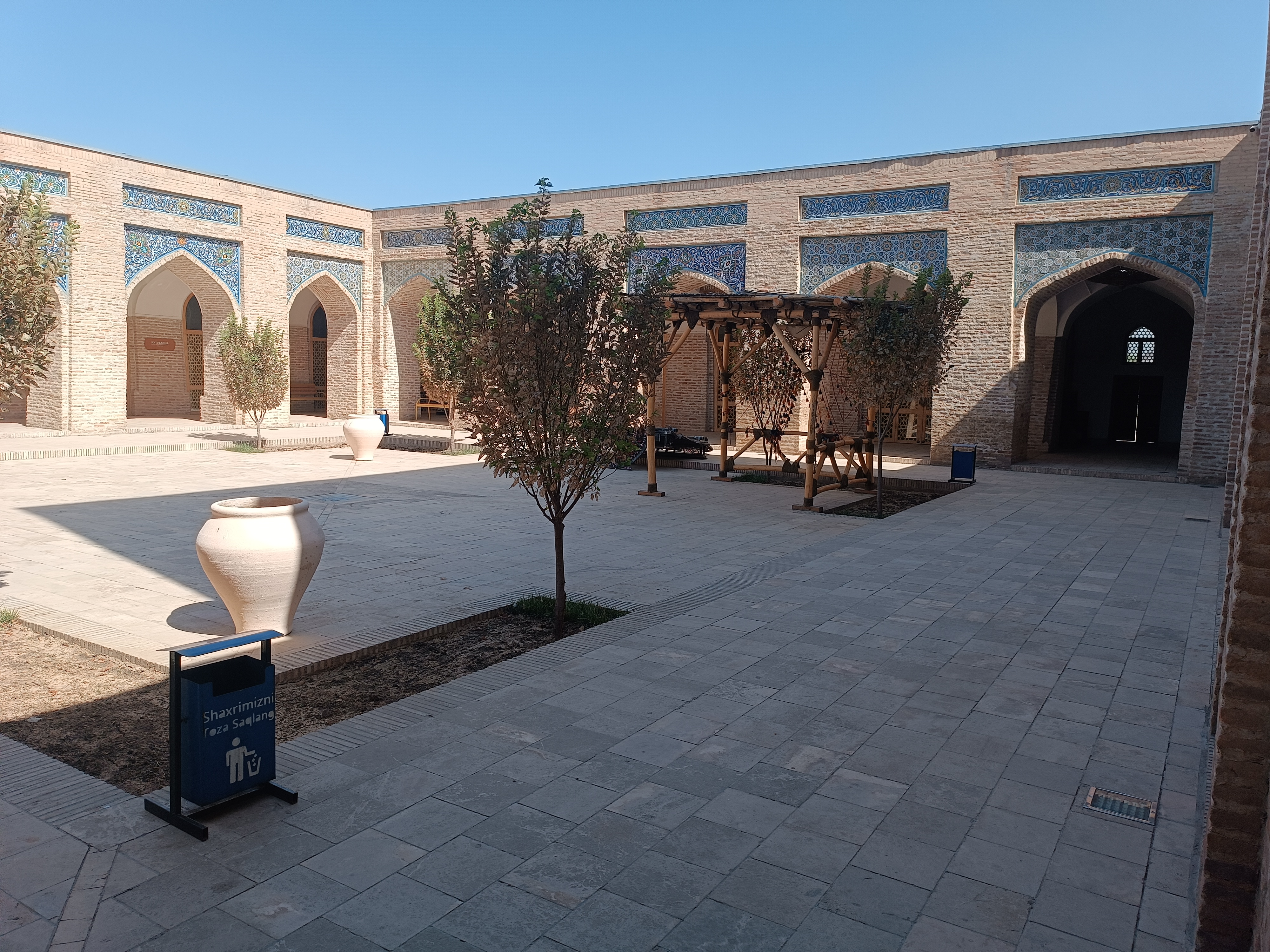
La cour de la mosquée
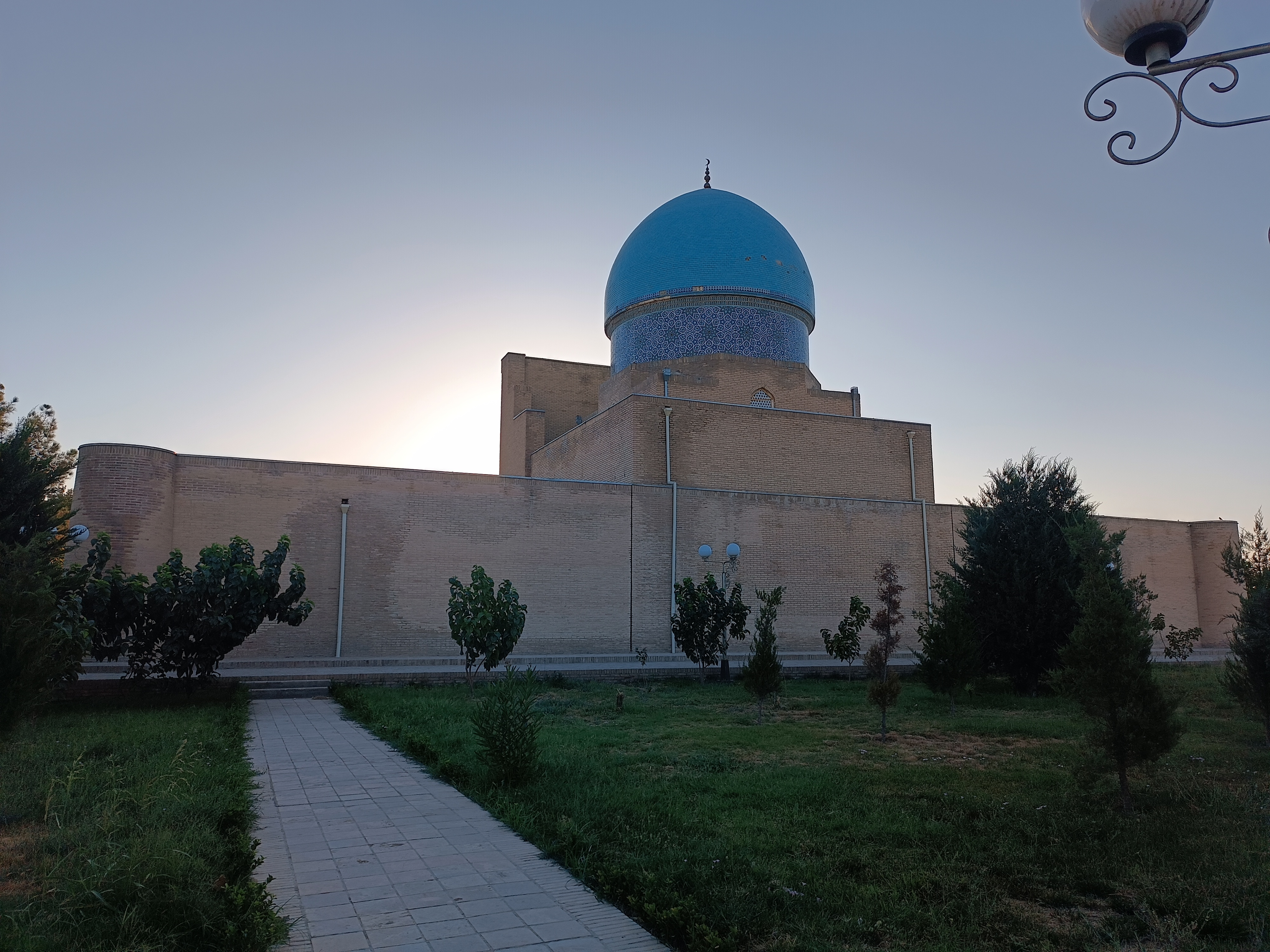
Vue arrière de la mosquée Odina
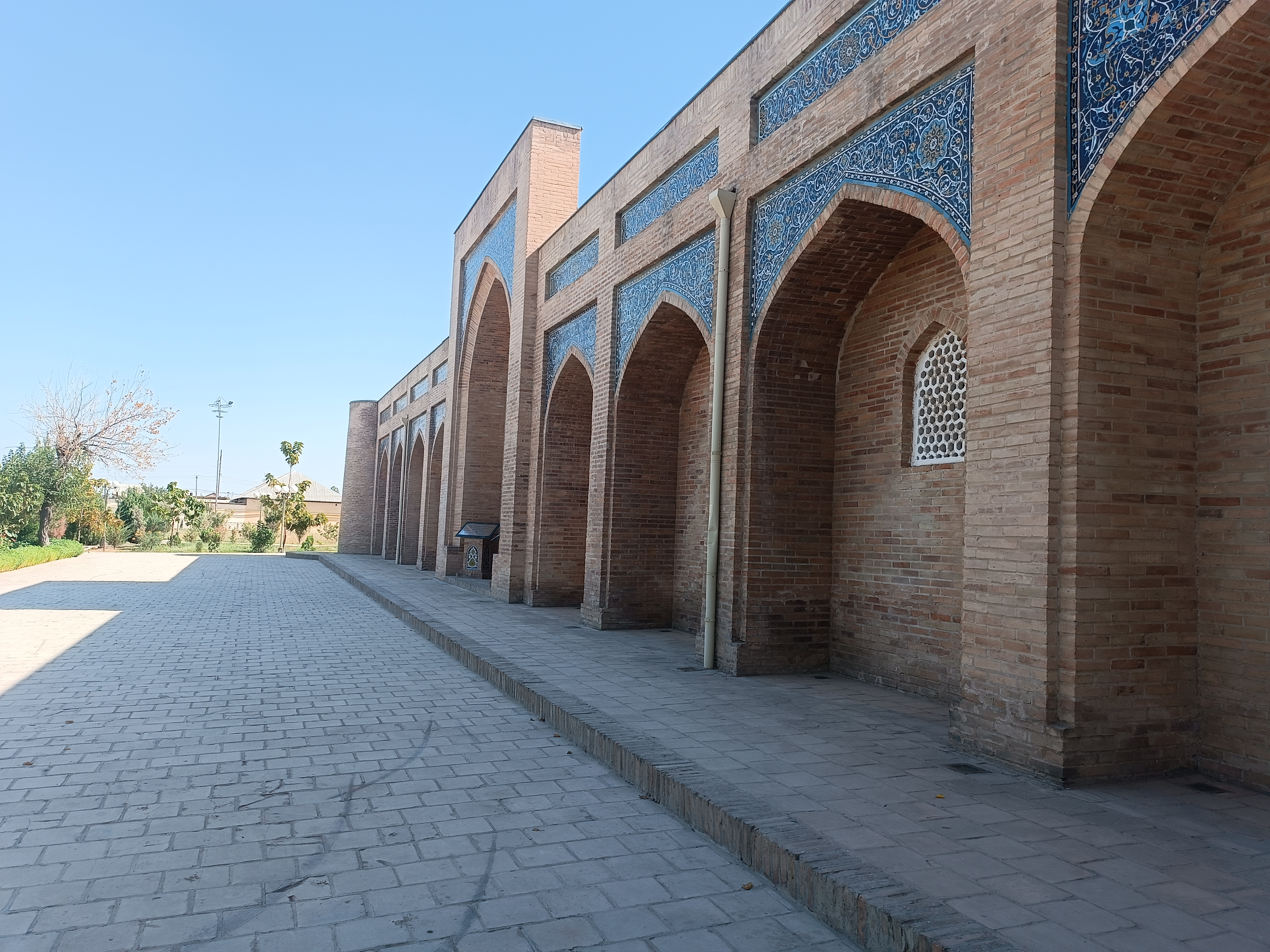
Vue de l'entrée de la mosquée depuis le nord-est
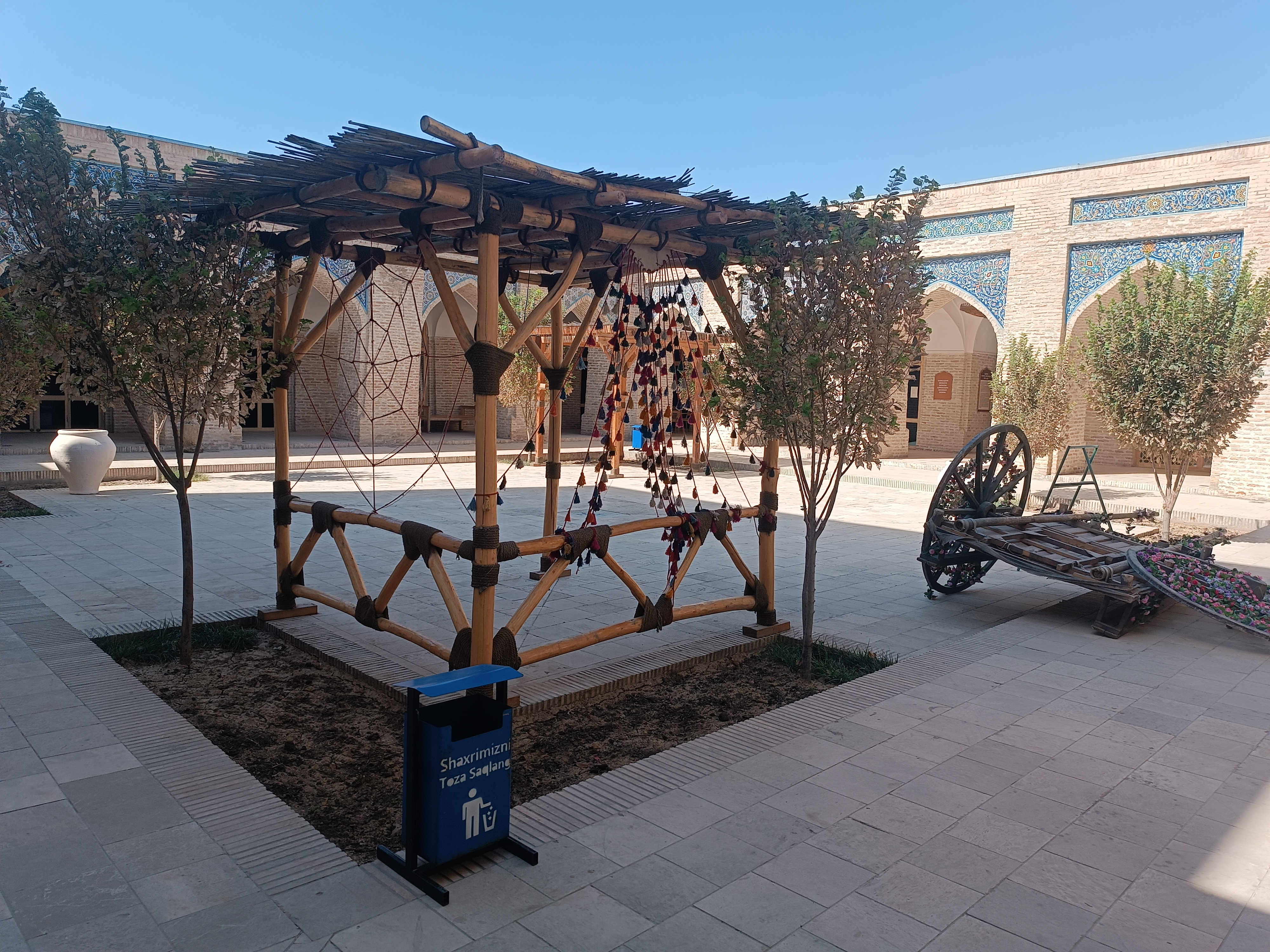
Vue de la cour de la mosquée du côté nord-ouest